# Parosphromenus harveyi
Parosphromenus harveyi је зракоперка из реда Perciformes и фамилије Belontiidae. 

## Угроженост
Ова врста се сматра угроженом.

## Распрострањење
Малезија је једино познато природно станиште врсте.

## Станиште
Станиште врсте су слатководна подручја.